# Константій Зелінський
Константій Юзеф Зелінський (пол. Konstanty Józef Zieliński; 11 січня 1646, Ростково — 17 лютого 1709, Москва) —  шляхтич Речі Посполитої, римо-католицький релігійний діяч. Представник роду Зелінських гербу Свинка.

## Життєпис

Варіант гербу Свинка

Народився 11 січня 1646 року в Ростково. Батько — серпський каштелян.
30 серпня 1694 року став гнезненським єпископом-суфраганом. Львівський латинський архієпископ з 1700 року (його номінував король Август ІІ). 4 жовтня 1705 року в колегіаті святого Івана Хрестителя у Варшаві як Львівський латинський архієпископ провів обряд коронації Станіслава Лещинського та його дружини Катажини Опалінської, назважаючи на заборони папи і не дотримавши при цьому традицій, оскільки її мав проводити примас (Радзейовський). На його прохання копія ікони Матері Божої Ченстоховської (Белзької), яка спочатку перебувала в домі когось з поляків-переселенців у селі Настасові, тимчасово була перенесена до місцевої греко-католицької церкви.
Помер 17 лютого 1709 року в м. Москва.